# قزا أن
قزا أن هي قرية في مقاطعة كاشان، إيران. يقدر عدد سكانها بـ 729 نسمة بحسب إحصاء 2016.